# تسخیر سلسله سونگ توسط مغول
تسخیر سلسله سونگ توسط مغول آخرین مرحله از سلطهٔ امپراتوری مغول بر چین بود که به دست قوبلای‌خان (۱۲۹۴–۱۲۶۰ میلادی) رخ داد. پیروزی بر سلسله سونگ همچنین آخرین پیروزی بزرگ نظامی امپراتوری مغول به‌شمار می‌آید.
منگوقاآن قوبلای را به فتح چین جنوبی که ماچین نیز خوانده می‌شود مأمور کرد. قوبلای تا سال فوت منگوقا آن از طریق تبت و دره علیای رودخانه یانگ تسه کیانگ به تسخیر سرزمین سلسله سونگ مشغول بود و قسمتی از آن را به همراه منگوقا آن از نواحی دیگر به این کشور حمله کرده بود گشود. در هنگامهٔ جنگ منگوقا آن به علت بیماری درگذشت و قوبلای تهاجم خود را رها کرده برای تعیین خان جدید به چین شمالی رفت. قوبلای خود را جانشین امپراتور سابق چین معرفی کرد و در واقع به تمدن و معارف و آداب چینی گرویده بود. او مقر سلطنت خود را در شهر قدیم پکن قرار داد. بعد از غلبه بر مخالفان خویش قوبلای در مدت ۲۰ سال توانست با جنگ‌های بسیار تمام چین جنوبی را بگیرد و سلسلهٔ سونگ را براندازد.

امپراتور لیزونگ سونگ

## پیش‌زمینه

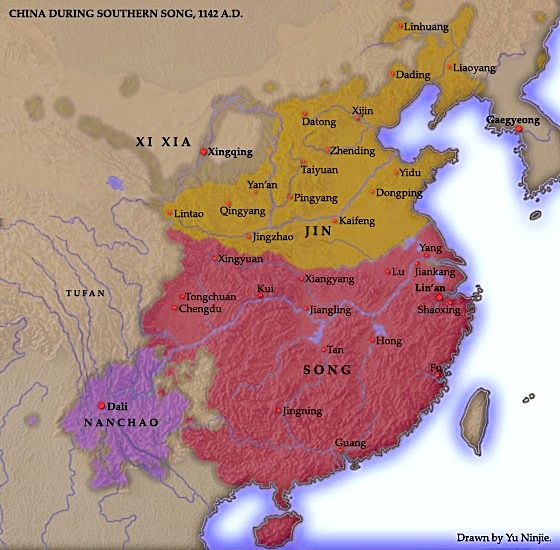

پیش از آنکه جنگ مغول–جین شدت یابد، یک نماینده از دودمان سانگ چین به دربار مغول‌ها آمد، احتمالاً به منظور مذاکره برای حمله مشترک علیه دودمان جین که پیش‌تر در جنگ‌های جنگ جین–سانگ با آن‌ها نبرد کرده بودند. در حالی که چنگیز خان در زمان حیات خود از این پیشنهاد امتناع کرد، پس از مرگ او در سال ۱۲۲۷، او برنامه‌ای را برای حمله به پایتخت جین از طریق سرزمین‌های سانگ به ارث گذاشت. سپس، یک سفیر مغول توسط فرماندار سانگ در شرایطی نامعلوم کشته شد. پیش از دریافت هرگونه توضیح، مغول‌ها از طریق سرزمین‌های سانگ به سمت پناهگاه جین در هنان حرکت کردند.

### حادثه ۱۲۲۷
در اوایل بهار سال ۱۲۲۷، چنگیز خان دستور داد بخشی از ارتش به نام حمله به جین و شیای غربی به لیژو سیرکویت سانگ پیشروی کند. پنج شهرستان جیه، فنگ، چن، هه و تیناشوی مورد حمله قرار گرفتند. سپس مغول‌ها به سمت جنوب حرکت کرده و ونژو را تصرف کردند. در ماه ژوئیه، مغول‌ها به شمال بازگشتند. چنگیز خان متوجه شد که برای نابود کردن دودمان جین، ارتش مغول باید از طریق سانگ پیشروی کند. جنگ سال ۱۲۲۷ نخستین درگیری مسلحانه بین مغول‌ها و سانگ بود، اما این درگیری به‌طور غیرمستقیم با جنگ مغول‌ها با جین مرتبط بود.

### نبردهای شوکوه
از زمستان ۱۲۳۰ تا پاییز ۱۲۳۱، مغول‌ها به‌طور اجباری از مناطق مختلف سانگ عبور کردند. در منطقه‌ای که حول سه گذرگاه شوکوه متمرکز بود، مغول‌ها وارد یک سری نبردها با ارتش سانگ شدند. این دومین و بزرگ‌ترین درگیری مسلحانه بین آنها بود پیش از آنکه فتح رسمی سانگ توسط مغول‌ها آغاز شود.

### پس از فتح جین
در سال ۱۲۳۳، سانگ بالاخره با مغول‌ها متحد شدند و توافق کردند سرزمین‌های جنوب رودخانه زرد را با مغول‌ها تقسیم کنند. ژنرال سانگ که منگ گونگ نام داشت، ژنرال جین را که وو شیان نام داشت را شکست داد و نیروهای خود را به محاصره کاژو فرستادند، جایی که آخرین امپراتور جین به آنجا پناه برده بود. با کمک مغول‌ها، ارتش‌های سانگ سرانجام توانستند دودمان جین را که بیش از یک قرن شمال چین را اشغال کرده بود، نابود کنند. یک سال بعد، ژنرال‌های سانگ ارتش‌های خود را برای اشغال پایتخت‌های قدیمی سانگ به میدان فرستادند. آنها تا کایفنگ پیشروی کردند اما کاملاً توسط گارنیسون‌های مغول تحت فرمان تاشیر، یکی از نوادگان بوئورچو که از همراهان معروف چنگیز خان بود، عقب رانده شدند.
نیروهای مغول، تحت رهبری پسر چنگیز، اوگدی خان، شروع به حمله‌ای فرسایشی و پیوسته به جنوب کردند. مقاومت سانگ شدید بود؛ با این حال، اصلی‌ترین موانع برای مغول‌ها، زمین‌های ناآشنا و غیرقابل تحمل برای اسب‌های آن‌ها، بیماری‌های جدید، و نیاز به انجام نبردهای دریایی بود که یک نوع جنگ کاملاً غریبه برای مغول‌ها بود. این ترکیب منجر به یکی از سخت‌ترین و طولانی‌ترین جنگ‌ها در فتوحات مغول‌ها شد. چینی‌ها شدیدترین مقاومت را در میان تمام ملت‌هایی که مغول‌ها با آن‌ها جنگیدند، ارائه دادند و مغول‌ها برای پیروزی نیاز به هر مزیتی که می‌توانستند کسب کنند و تمام ترفندهای نظامی شناخته‌شده در آن زمان داشتند.
مقاومت سرسختانه‌تری توسط کره و سانگ در برابر حملات مغول‌ها نسبت به دیگر ملت‌های اوراسیا که با سرعتی برق‌آسا توسط مغول‌ها سرکوب شدند، صورت گرفت. نیروی مغولی که به چین جنوبی حمله کرد، بسیار بزرگ‌تر از نیرویی بود که برای حمله به خاورمیانه در سال ۱۲۵۶ ارسال شد.

## مرحله اول (۱۲۳۵–۱۲۴۸)
از سال ۱۲۳۵، ژنرال گودان خان حملات خود به منطقه سیچوان از طریق دشت چنگدو را آغاز کرد. تصرف این منطقه گامی مهم در فتح جنوب محسوب می‌شد. شهر مهم شیانگیانگ، که دروازه دشت یانگ تسه بود و توسط ژنرال سونگ کائو یوجو دفاع می‌شد، در سال ۱۲۳۶ تسلیم شد. در شرق، ژنرال‌های سونگ مانند منگ گونگ (به چینی: 孟珙) و دو گائو (به چینی: 杜杲) در برابر فشار ارتش‌های مغول تحت فرمان کوون بوهوا مقاومت کردند، زیرا نیروهای اصلی مغول در آن زمان به سوی اروپا حرکت می‌کردند. در سیچوان، فرماندار یو جیه طرح برادران ران جین و ران پو را برای تقویت مکان‌های مهم در مناطق کوهستانی مانند دیائو یوچنگ (که امروزهسیچوان نامیده می‌شود) به اجرا گذاشت. از این نقطه به بعد، یو جیه توانست سیچوان را برای ده سال دیگر حفظ کند. در سال ۱۲۳۹، ژنرال منگ گونگ مغول‌ها را شکست داد و شیانگیانگ را بازپس گرفت و سال‌ها در برابر مغول‌ها در سیچوان مقاومت کرد. تنها دستاورد دائمی مغول‌ها در سال ۱۲۴۱ چنگدو بود. در منطقه رودخانه هوای، فرماندهان امپراتوری مغول در حالت دفاعی باقی ماندند و چند شهر مهم سونگ را تصرف کردند، اما توراکینا خاتون و گیوک خان به ژنرال‌های خود دستور دادند که به سونگ حمله کنند.

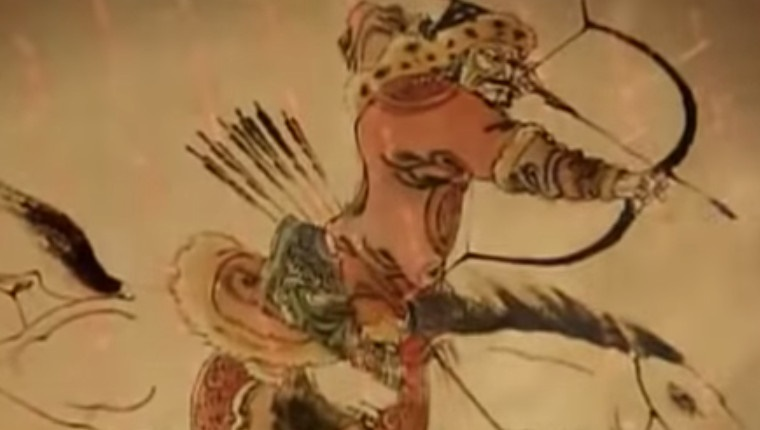
یک جنگجوی مغول بر روی اسب، در حال آماده شدن برای تیراندازی در حال سوارکاری.

بسیاری از مردم هان به مغول‌ها پیوستند تا علیه جین بجنگند. چهار تومن از مردم هان وجود داشتند که هر تومن شامل ۱۰۰۰۰ سرباز بود. چهار ژنرال هان که شامل ژانگ رو، یان شی، شی تیانزه و لیو هه‌ما بودند، چهار لشکر چینی را تحت فرمان اوگتای خان رهبری کردند.
درگیری‌ها بین مغول‌ها و ارتش‌های سونگ در منطقه چنگدو رخ داد. هنگامی که توراکینا خاتون نمایندگان خود را برای مذاکره صلح فرستاد، سونگ‌ها آن‌ها را زندانی کردند. مغول‌ها در سال ۱۲۴۲ به سیچوان حمله کردند. سپس فرماندهان آن‌ها به ژانگ رو و تساگان که از فرماندهان مردم هان بودند، دستور دادند که به سونگ حمله کنند. هنگامی که آن‌ها سرزمین سونگ را غارت کردند، دربار سونگ هیأتی را برای مذاکره آتش‌بس فرستاد. تساگان و ژانگ رو پس از پذیرش شرایط توسط مغول‌ها به شمال بازگشتند.
مغول‌ها از سربازان اقلیت‌های قومی بومی در جنوب چین بیشتر از مغول‌ها استفاده می‌کردند. ارتش بومی سلطنت دالی که توسط خاندان سلطنتی دوان سی‌پینگ رهبری می‌شد، بخش عمده‌ای از نیروهای ارتش مغول را تشکیل می‌داد که برای حمله به سونگ در نبردها در طول رود یانگ تسه به کار گرفته شدند. در حمله مغول‌ها به سونگ، در یک مقطع تنها ۳۰۰۰ سواره‌نظام مغول تحت فرماندهی اوریانگ خادای وجود داشت و بخش عمده ارتش او را بومیان چوان‌بو با افسران دوان تشکیل می‌دادند.
روایتی از حمله مغول‌ها به نانیجینگ در یکی از سالنامه‌های چینی آمده است که استفاده مدافعان چینی از باروت علیه مغول‌ها را شرح می‌دهد:
مغول‌ها خود را در گودال‌هایی زیر زمین پناه داده بودند که در برابر گلوله‌ها مصون بودند، بنابراین ما تصمیم گرفتیم که ماشین‌آلاتی به نام زِن تیان لی (که به معنی «تندر آسمان» است) را با آهن ببندیم و آن‌ها را در مکان‌های مورد نظر پایین بیاوریم.
کارایی این دستگاه به گفته پروفسور پارتینگتون، به صورت یک دیگ آهنی پر از یائو، به معنای «داروی آتشین»، یک نوع باروت کم‌نیترا یا پیش‌باروت است که گاهی وقت‌ها از زنجیر پایین آورده می‌شد و آتش را از هر قسمتی از خود بیرون می‌فرستاد که اثرات آتش‌زا را در مسافت‌های زیادی ایجاد می‌کرد و می‌توانست فلزات را سوراخ کند و تولید صدایی مانند رعد می‌کرد که تا چندین مایل شنیده می‌شد، به‌طوری‌که مردان به تکه‌های خرد شده در تمام جهات پراکنده می‌شدند.

## مرحله دوم (۱۲۵۱–۱۲۶۰)
حملات مغول‌ها به سانگ جنوبی با انتخاب منگوقاآن به عنوان خان بزرگ در سال ۱۲۵۱ شدت گرفت. مغول‌ها پس از عبور از دشت چنگدو در سیچوان، پادشاهی دالی در یوان‌نان امروزی را در سال ۱۲۵۳ فتح کردند. سپس در سال ۱۲۵۴، مغول‌ها محاصرهٔ هوجو را آغاز کردند، اما به سرعت عقب‌نشینی کردند. برادر منگوقاآن، قوبلای و ژنرال اوریانگ خادای، یوان‌نان و تبت را آرام کرده و به ویتنام حمله کردند و حکومت دین‌سالاری تران را مورد هجوم قرار دادند.
اوریانگ خادای در سال ۱۲۵۷ با رهبری لشکری در جنوب‌غربی چین، قبایل تبت را تحت کنترل درآورد و سپس به سوی دای ویت حرکت کرد. در پاییز ۱۲۵۷، اوریانگ خادای سه نامه به امپراتور دای ویت تران تای تونگ ارسال کرد و از او خواست تا اجازه عبور از جنوب چین را بدهد. پس از اینکه سه نمایندهٔ متوالی در پایتخت تنگ لونگ (هانوی امروزی) به زندان افتادند، اوریانگ خادای در دسامبر ۱۲۵۷ با «تِرِچِدو» و «آجو» که دو ژنرال مغول بودند، به دای ویت حمله کرد. در اکتبر ۱۲۵۷، منگوقاآن برای حمله به جنوب چین حرکت کرد و در ماه مه ۱۲۵۸ کمپ‌های خود را در نزدیکی کوه لیوپان در ساحل رودخانه جینگ برپا کرد. منگوقاآن در سال ۱۲۵۸ با دو سوم از قوای مغول وارد سیچوان شد.
طبق تاریخ جامع دای ویت، نیروهای مغول تحت فرمان اوریانگ خادای در تاریخ ۱۷ ژانویه ۱۲۵۸ در دشت بَیْک حق واقع در شمال‌غربی تنگ لونگ با ارتشی بزرگ با امپراتور تران نبرد کردند. در ۲۲ ژانویه ۱۲۵۸، اوریانگ خادای پایتخت دای ویت تنگ لونگ (که اکنون به هانوی معروف است) را تصرف کرد. در حالی که منابع چینی به اشتباه گفته‌اند که اوریانگ خادای پس از نه روز به دلیل بدی وضعیت آب و هوا از ویتنام عقب‌نشینی کرده است، اوریانگ خادای در ۱۲۵۹ از تنگ لونگ خارج شد تا به حکومت دین‌سالاری سونگ در گوانگ‌شی حمله کند. این حمله بخشی از یک عملیات هماهنگ مغولی بود که ارتش‌ها در سیچوان تحت رهبری منگوقاآن و سایر ارتش‌های مغول در شان‌دونگ و هنان نیز در آن مشارکت داشتند. حدود ۱۷ نوامبر ۱۲۵۹، قوبلای خان پیامی دریافت کرد، در حالی که مشغول محاصره اچو در هوبئی بود، که پیشروی‌های ارتش اوریانگ خادای از تنگ لونگ به چانگشا در هنان از طریق یونگ‌ژو (ناننینگ امروزی) و کویلین در گوانگ‌شی گزارش شده بود. ارتش اوریانگ خادای پس از آن به سمت شمال پیشروی کرد تا با ارتش قوبلای خان در شمال رود یانگ‌تسه به هم بپیوندد. در حالی که در حال انجام عملیات جنگی در چین در دژ دیاویو در چونگ‌کینگ بود، منگوقاآن در ۱۱ اوت ۱۲۵۹ در اثر بیماری به دلیل دیسانتری یا وبا در نزدیکی محل محاصره درگذشت.
در این میان، دولت مرکزی سونگ جنوبی قادر به مقابله با چالش‌های مغول‌ها و قیام‌های جدید دهقانی در منطقه فوجیان که توسط «یان منگبیائو» و «هانان» رهبری می‌شد، نبود. در ۱۲۶۰، «جیا سی‌دائو» به عنوان صدراعظم منصوب شد و کنترل امپراتور جدید «ژائو چی» را در دست گرفت و مخالفان خود مانند «ون تیان‌شیانگ» و «لی فو» را اخراج کرد. از آنجا که درآمد مالی دولت سونگ جنوبی در اواخر دوران بسیار پایین بود، «جیا سی‌دائو» سعی کرد با استفاده از قانون زمین‌های دولتی، اصلاحاتی در مقررات مربوط به تجارت زمین‌ها انجام دهد.
سلاح‌های باروتی مانند تفنگ تو هو چیا، که گلوله‌هایی را از لوله‌های بامبو شلیک می‌کردند، توسط چینی‌ها علیه نیروهای مغول به کار گرفته شدند.
ریاست‌مندان قبیله توسی و رهبران قبایل محلی و پادشاهی‌های یوان‌نان، گویژو و سیچوان به حکومت یوان تسلیم شدند و اجازه یافتند که عناوین خود را حفظ کنند. خانوادهٔ چینی یانگ که در فرماندهی بوژو فرمانروایی می‌کردند. فرماندهی بوژو در دوران دین‌سالاری سونگ و دین‌سالاری تانگ به رسمیت شناخته شده بودند، همچنین توسط مغول‌ها در دین‌سالاری یوان و بعدها توسط دین‌سالاری مینگ به رسمیت شناخته شدند. خانوادهٔ لو در شِوِی که تحت رهبری آهو بودند، توسط امپراتوران یوان به رسمیت شناخته شدند، همان‌طور که در دوران امپراتوری سونگ تحت رهبری پویی و در دوران تانگ تحت رهبری آپِی نیز به رسمیت شناخته شده بودند. آن‌ها از نسل پادشاه هواجی از دوران شوو هان بودند که به ژوگه لیانگ در برابر منگ هئو کمک کرد. این خاندان همچنین توسط دین‌سالاری مینگ به رسمیت شناخته شد.

## تسلیم سلسله سونگ (۱۲۶۰–۱۲۷۶)

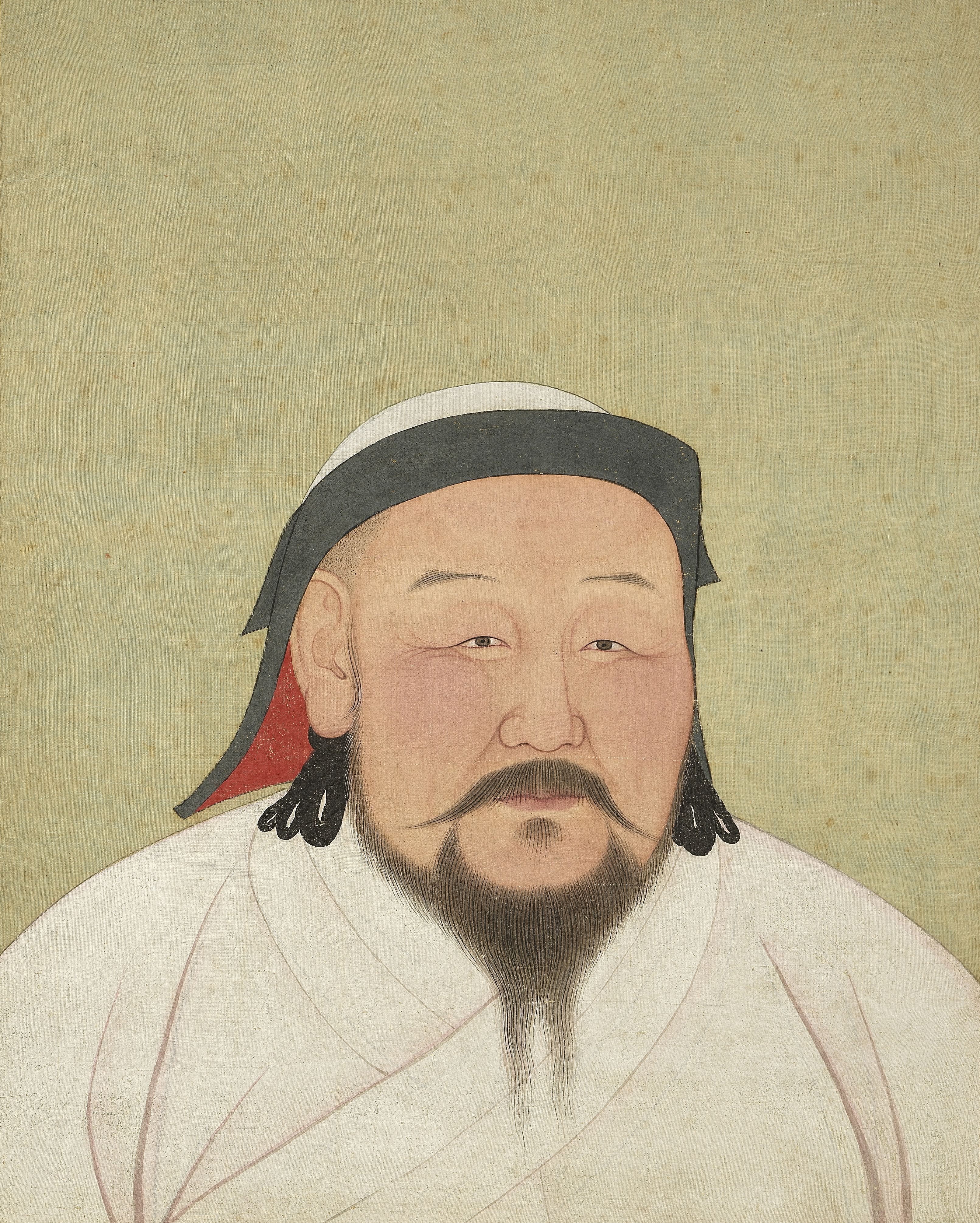
کوبلای خان، خان بزرگ امپراتوری مغول و امپراتور دودمان یوان. نقاشی از ۱۲۹۴.

پس از انتخاب کوبلای به‌عنوان خان بزرگ مغول‌ها در سال ۱۲۶۰، او در نهایت توانست دودمان سونگ در جنوب را فتح کند، اما این فتح هزینه زیادی در پی داشت. از سال ۱۲۶۰ تا ۱۲۶۴، او ابتدا با شورش‌های داخلی در امپراتوری مغول روبه‌رو شد که توسط برادر کوچکترش، اریق بؤکه، که فرماندهی شمال را بر عهده داشت و در پایتخت مغول‌ها، قره‌قروم مستقر بود، رهبری می‌شد. این مسئله منجر به جنگ‌داخلی خاندان تولی شد و پس از آن در سال ۱۲۶۵ یک درگیری بزرگ در قلعه دیاو یو در سیچوان رخ داد. مغول‌ها در نهایت توانستند ارتش‌های زمینی و دریایی سونگ را شکست دهند و بیش از ۱۰۰ کشتی را تصرف کنند.
دودمان یوان یک «ارتش هان» (漢軍) از نیروهای یینی که به خدمت مغول‌ها درآمده بودند و یک ارتش دیگر از نیروهای سونگ که به «ارتش تازه تسلیم‌شده» (新附軍) معروف بود، تشکیل داد. زنان کره‌ای که مغول‌ها در هنگام حمله به کره به اسارت گرفته بودند، به‌عنوان همسر برگزیده می‌شدند. بسیاری از سربازان چینی سونگ به مغول‌ها پیوستند؛ به آن‌ها گاو، لباس و زمین داده می‌شد. زمین‌هایی به‌عنوان حق‌الارض به افسران نظامی چینی که به مغول‌ها پیوسته بودند، اهدا شد. دودمان یوان به فرماندهان چینی سونگ که تسلیم شده بودند، زمین‌های کشاورزی «جونتون» اعطا می‌کرد.
در سال ۱۲۶۸، پیشروی مغول‌ها در شهر شیانگ یانگ که در کنار رودخانه هان قرار داشت و دسترسی به یانگ تسه، دروازه‌ای به مرکز تجاری مهم هانگژو را کنترل می‌کرد، متوقف شد. دیوارهای شیانگ یانگ حدود ۶ تا ۷ متر (۲۰ تا ۲۳ فوت) ضخامت داشتند و مساحتی حدود ۵ کیلومتر (۳٫۱ مایل) را در بر می‌گرفتند. ورودی‌های اصلی دیوار به مسیری آبی منتهی می‌شد که در تابستان غیرقابل عبور بود و در زمستان به یک باتلاق و مجموعه‌ای از دریاچه‌ها و دشت‌های گلی تبدیل می‌شد. شیانگ یانگ از طریق یک پل شناور به شهر دوقلوی خود، فانچنگ (樊城)، در سوی دیگر رودخانه متصل بود. مدافعان این دو شهر تلاش کردند تا محاصره را بشکنند، اما مغول‌ها تحت فرماندهی آجو تمامی تلاش‌ها را ناکام گذاشتند و همه نیروهای ارسالی از سونگ را که هرکدام از هزاران نفر تشکیل شده بودند، درهم شکستند. طبق گفته پروفسور ژانگ لیانگائو از دانشگاه علوم و فناوری هواژونگ، در سال ۱۲۶۹ (سال پنجاهم ژیانچون)، مغول‌ها نزدیک رود یانگ تسه شدند اما پس زده شدند. پائوایینگ در سال ۱۲۷۰ (سال ششم ژیانچون) در جریان سرنگونی سونگ جنوبی در دوران سلطنت امپراتور دوزونگ بازسازی شد.
پس از این شکست، آجو از کوبلای خان درخواست کرد که ماشین‌های محاصره قدرتمند ایلخانان را برای او ارسال کنند. اسماعیل و آل‌آود-دین از موصل، عراق، به چین جنوبی آمدند تا نوع جدیدی از منجنیق‌ها را بسازند که بتوانند از گلوله‌های انفجاری استفاده کنند. مهندسان موصلی منجنیق‌های جدید انفجاری، منجنیق‌های ساده و همچنین منجنیق‌های کششی را ساختند. طراحی منجنیق‌های انفجاری که از آن‌ها استفاده شد، از منجنیق‌هایی گرفته شده بود که هولاکو برای خراب کردن دیوارهای بغداد در سال ۱۲۵۸ استفاده کرده بود. منجنیق‌های انفجاری که هولاکو استفاده می‌کرد (که در تاریخ رسمی ایلخانان به عنوان منجنیق‌های فرانکی یاد شده‌اند) احتمالاً از واسیان او در دولت‌های صلیبی گرفته شده بود. به گفتهٔ تاریخ‌نگار ایلخانان رشیدالدین، شناخت این سلاح‌ها در سال ۱۲۶۸ تعیین‌کننده بود و به مغول‌ها این امکان را داد که به سرعت شهرهای مستحکم را که پیش‌تر آن‌ها را غیرقابل فتح می‌دانستند، تسخیر کنند.
گلوله‌های انفجاری در چین برای قرن‌ها مورد استفاده قرار گرفته بودند، اما سیستم ضد دیوار منجنیق انفجاری دقت و برد بیشتری داشت. بنابراین، منجنیق انفجاری که توسط ایرانیان ساخته شد از نظر عملی دارای برد بیشتری بود، و بنابراین می‌توانست با ایمنی بیشتر به نیروهای مغول کمک کند تا دیوارهای فانچنگ را تخریب کنند. مهندسان مسلمان و چینی از این سلاح‌ها و ماشین‌های محاصره برای ارتش‌های مغول استفاده می‌کردند. بنابراین، چینی‌ها که نخستین کسانی بودند که منجنیق کششی را اختراع کردند، حالا با منجنیق‌های انفجاری طراحی‌شده توسط ایرانیان روبرو بودند که در ارتش مغول قرار داشت، بنابراین تا سال ۱۲۷۳ چینی‌ها مجبور شدند خودشان منجنیق‌های انفجاری بسازند؛ همان‌طور که یک گزارش چینی می‌گوید:
در سال ۱۲۷۳، همهٔ شهرهای مرزی سقوط کردند. اما منجنیق‌های مسلمانان با مزیت‌های جدید و مبتکرانه ساخته شدند و انواع مختلفی از آن‌ها در دسترس مغول‌ها قرار گرفت که به‌مراتب بهتر از منجنیق‌های قبلی بودند.
در طول محاصره، هم نیروهای مغول و هم نیروهای سونگ از بمب رعد که نوعی سلاح آتش‌زا از جنس آهن ریخته‌گری شده که با باروت پر شده و از طریق منجنیق یا وسایل دیگر پرتاب می‌شد، استفاده می‌کردند. اثرات این بمب‌ها بر روی انسان‌ها و مواد طبیعی ویرانگر بود؛ صدای آن همچون رعد و برق بود و در مسافت‌های زیادی طنین‌انداز می‌شد، در حالی که پوسته بمب قادر بود تا در زمان انفجار در زره آهنی نفوذ کند. مغول‌ها همچنین از تیرکمان‌های محاصره‌ای استفاده می‌کردند، در حالی که سونگ‌ها از پیکان‌های آتشین بهره می‌بردند.
به دلیل قدرت خاندان لئو نبردهای سیاسی در دربار سونگ نیز به سقوط شیانگیانگ و فانچنگ کمک کرد. بسیاری از افراد به وفاداری آن‌ها به سونگ شک داشتند، زیرا روحیه نیروها در حال فروپاشی بود، و امپراتور جیا سیدائو را از فرماندهی کنار گذاشت. لی‌تینگ‌جی، دشمن خاندان لئو، به عنوان فرمانده منصوب شد. جیا اجازه داد که اعضای خاندان لئو دستورها لی را نادیده بگیرند که منجر به یک ستاد فرماندهی پر از اختلاف شد. لی سپس نتواست شیانگیانگ و فانچنگ را نجات دهد.
بایان از بارین، فرمانده مغول‌ها، سپس نیمی از نیروهای خود را به سمت بالای رودخانه فرستاد تا به ساحل جنوبی بروند و پلی بسازند تا قلعه یانگ لو را تصرف کنند؛ سه هزار کشتی سونگ به سمت رودخانه هان حرکت کردند و با شکست روبرو شدند، پنجاه کشتی نابود شد و ۲٬۰۰۰ نفر کشته شدند. در نبردهای دریایی، نیروهای سونگ از کشتی‌های پارویی استفاده می‌کردند، و در برخی کشتی‌ها از دستگاه‌های آتش‌زا علیه نیروهای مغول استفاده می‌شد.
لوی ون‌هوان، فرمانده شیانگیانگ از خاندان لئو، سپس تسلیم فرمانده مغول شد و به عنوان فرماندار شیانگیانگ منصوب شد. تمامی نیروها، به سمت پایین رودخانه یانگ‌تسه حرکت کردند و قلعه‌های موجود در طول مسیر تسلیم شدند، زیرا این فرمانده که اکنون با مغول‌ها متحد شده بود، بسیاری از قلعه‌های پایین رودخانه را نیز فرماندهی کرده بود. لوی ون‌هوان باقی‌مانده اعضای خانواده خود را نیز به تغییر طرف دعوت کرد. در سال ۱۲۷۰، فرمان ساخت پنج هزار کشتی را صادر شده بود. سه سال بعد، دو هزار کشتی دیگر برای ساخت سفارش داده شدند؛ این کشتی‌ها حدود ۵۰٬۰۰۰ سرباز را برای نبرد با سونگ حمل می‌کردند.
در سال ۱۲۷۳، فانچنگ تسلیم شد و مغول‌ها تمامی جمعیت را به وسیله شمشیر کشتند تا ساکنان شیانگیانگ را به ترس بیندازند. پس از تسلیم شیانگیانگ، چندین هزار کشتی به کار گرفته شدند. ناوگان سونگ، با وجود اینکه به‌عنوان نیروی دفاع ساحلی یا گارد ساحلی بیشتر از یک نیروی دریایی عملیاتی به کار گرفته شده بود، برای مغول‌ها مشکلی بزرگ بود. تحت فرماندهی بایان، خوبلای حمله‌ای رودخانه‌ای به شهر شیانگیانگ در رودخانه هان ترتیب داد. مغول‌ها نهایتاً پیروز شدند.
خوبلای در سال ۱۲۷۱ دینامیک یوان را تأسیس کرد. با این اوضاع رودخانه یانگ‌تسه برای ناوگانی بزرگ که می‌توانست امپراتوری سونگ جنوبی را فتح کند، در دسترس قرار گرفت. یک سال بعد، شاهزاده‌صغیر ژائو شیان امپراتور شد. مقاومت ادامه یافت، که منجر به قتل‌عام ساکنان چانگ‌ژو در سال ۱۲۷۵ و خودکشی گروهی مدافعان در چانگ‌شا در ژانویه ۱۲۷۶ شد. زمانی که نیروها و ناوگان مغول-چینی یوان پیشروی کردند و هر شهرستان به ترتیب به یوان تسلیم شد، جیا سیدائو نیز همچون دیگران تسلیم شد، اما صدراعظم یوان آن را رد کرد.
آخرین گروه‌های نیروهای دینامیک سونگ به شدت شکست خوردند، شهر قدیمی جیانکانگ (جیانگ‌سو) سقوط کرد و جیا سیدائو کشته شد. پایتخت سونگ، لین‌آن (هانگژو)، توسط فرماندهان، ون تیان‌شیانگ و ژانگ شی‌جی دفاع می‌شد.
زمانی که بایان و دونگ ون‌بینگ در فوریه ۱۲۷۶ در خارج از لین‌آن اردو زدند، بانوی بزرگ امپراتریس و امپراتریس کوآن امپراتور جوان امپراتور گونگ سونگ را همراه با مهر امپراتوری تسلیم کردند.
مورخ پاتریشیا باکلی ایبری اشاره می‌کند که مغول‌ها در دوران سلطنت دودمان یوان خانواده سلطنتی ژورچن وانیان را به شدت تحت فشار قرار دادند و صدها نفر از آن‌ها را کشتند، همچنین امپراتور تانگوت‌های شیای غربی را که پیشتر در جنگ مغول‌ها او را شکست داده بودند، به قتل رساندند. با این حال، ایبری همچنین بیان می‌کند که مغول‌ها در مقایسه با این رفتار، در برخورد با خانواده سلطنتی هان چینی از سونگ جنوبی که در پایتخت هانگژو زندگی می‌کردند، همچون امپراتور گونگ از سونگ و مادرش، رفتار نسبتاً ملایمی داشتند. آن‌ها به این افراد اجازه دادند که به کارهای روزمره خود ادامه دهند و حتی برخی از مقامات سونگ را به کار بازگرداندند. مغول‌ها زنان حرمسراهای سونگ جنوبی را برای خود نگرفتند، بلکه هنرمندان هان چینی در شانگدو را به ازدواج زنان حرمسرا درآوردند. امپراتور مغول‌ها خوبلای خان حتی یک پرنسس مغول از خانواده برجیگین خود را به عنوان همسر به امپراتور تسلیم‌شده امپراتور گونگ از سونگ داد و از آن‌ها پسری به نام ژائو وانپو به دنیا آمد.
امپراتور گونگ از سلطنت کناره‌گیری کرد، اما وفاداران به او همچون ژانگ جوی، ون تیان‌شیانگ، ژانگ شی‌جی و لو شیوفو به ترتیب برادران کوچکتر او ژائو شی و ژائو بینگ را به عنوان امپراتور منصوب کردند. ژائو شی در منطقه فوزو از پایتخت به عنوان امپراتور دوان‌زونگ از سونگ تاج‌گذاری کرد، اما بلافاصله پس از آن در هنگام فرار به سوی جنوب و به سمت گوانگ‌دونگ کنونی درگذشت. ژائو بینگ در جزیره لان‌تاو در هنگ‌کنگ به عنوان امپراتور هوآیزونگ از سونگ تاج‌گذاری کرد. در تاریخ ۱۹ مارس ۱۲۷۹، مغول‌ها آخرین نیروهای سونگ را در نبرد دریایی نبرد یامن شکست دادند. پس از نبرد، به عنوان آخرین عمل مقاومت در برابر مهاجمان، لو شیوفو امپراتور هشت‌ساله را در آغوش گرفت و هر دو از کوه یامن به پایین پریدند و جان خود را از دست دادند که این حادثه به معنای انقراض سونگ جنوبی بود.